# Конрад фон Тримберг
Конрад (III) фон Тримберг (на немски: Konrad (III) von Trimberg; † 1281) от франкската благородническа фамилия Тримберг е господар на замък Тримберг при Елферсхаузен в Бавария.
Той е син на Албрехт фон Тримберг († сл. 7 октомври 1261) и съпругата му Луитгард фон Бюдинген († сл. 1257), дъщеря на Герлах II фон Бюдинген († 1245) и Мехтхилд фон Цигенхайн († 1229). Внук е на Конрад I фон Тримберг († сл. 1230) и правнук на Попо фон Тримберг († сл. 1189). Племенник е на Попо III фон Тримберг, епископ на Вюрцбург (1267 – 1271). Конрад има две сестри, Луитгард фон Тримберг († 1297), омъжена за граф Хайнрих IV фон Диц-Вайлнау († сл. 1281), и Мехтилд фон Тримберг († сл. 1297), омъжена за Алберт фон Щернберг († 1253/1255).
Баща му Албрехт фон Тримберг и дядо му Конрад I фон Тримберг дават през 1226 г. замъка Тримберг за ползване на манастир Вюрцбург. Родът на господарите на Тримберг изчезва по мъжка линия през 1384 г.
Конрад фон Тримберг пр. 21 юли 1264 г. за Аделхайд фон Вилдберг († сл. 13 ноември 1292), дъщеря на граф Манголд фон Вилдберг († 14 август 1277). Тя е сестра на София фон Вилдберг († 1271), омъжена пр. 21 юли 1264 г. за граф Херман I фон Кастел († 1289).

## Деца
Конрад фон Тримберг и Аделхайд фон Вилдберг имат децата:
- Конрад IV фон Тримберг († 22 март 1306/12 август 1308), господар на Тримберг, женен за Агнес фон Хоенберг († сл. 1308)
- Аделхайд фон Тримберг († сл. 18 ноември 1316), омъжена пр. 25 март 1277 г. за Херман II фон Хенеберг-Ашах (1250 – 1292)
- Бопо фон Тримберг († сл. 1317), домхер във Вюрцбург (1317)